# کویو ۱۹۱۷
سیارک ۱۹۱۷ (به انگلیسی: 1917 Cuyo، نامگذاری:1968AA) هزار و نهصد و هفدهمین سیارک کشف شده‌است که در ۱ ژانویه ۱۹۶۸ کشف شد.
قدر مطلق سیارک برابر ۱۳٫۹۰ است.